# Берендино (станция)
Бере́ндино — железнодорожная станция на участке Куровская — Воскресенск Большого кольца Московской железной дороги в Воскресенском районе Московской области. Входит в Рязанский центр организации работы станций ДЦС-2 Московской дирекции управления движением. По основному характеру работы является промежуточной, по объёму работы отнесена к 3 классу.

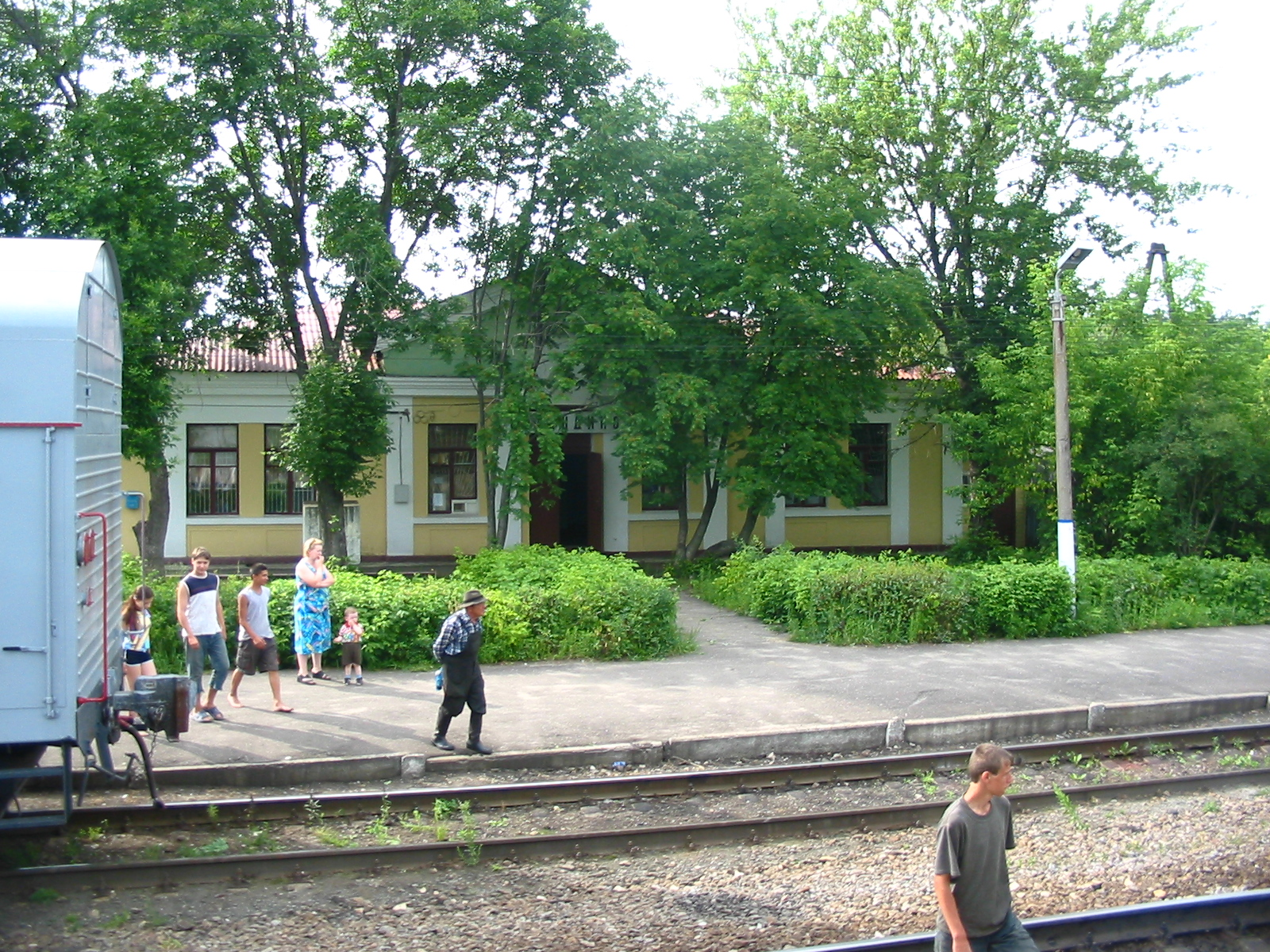
Здание станции (2004)

Станция состоит из пяти путей и двух низких платформ, расположенных со смещением друг относительно друга. Станционное здание одноэтажное, расположено возле береговой платформы (на Воскресенск).

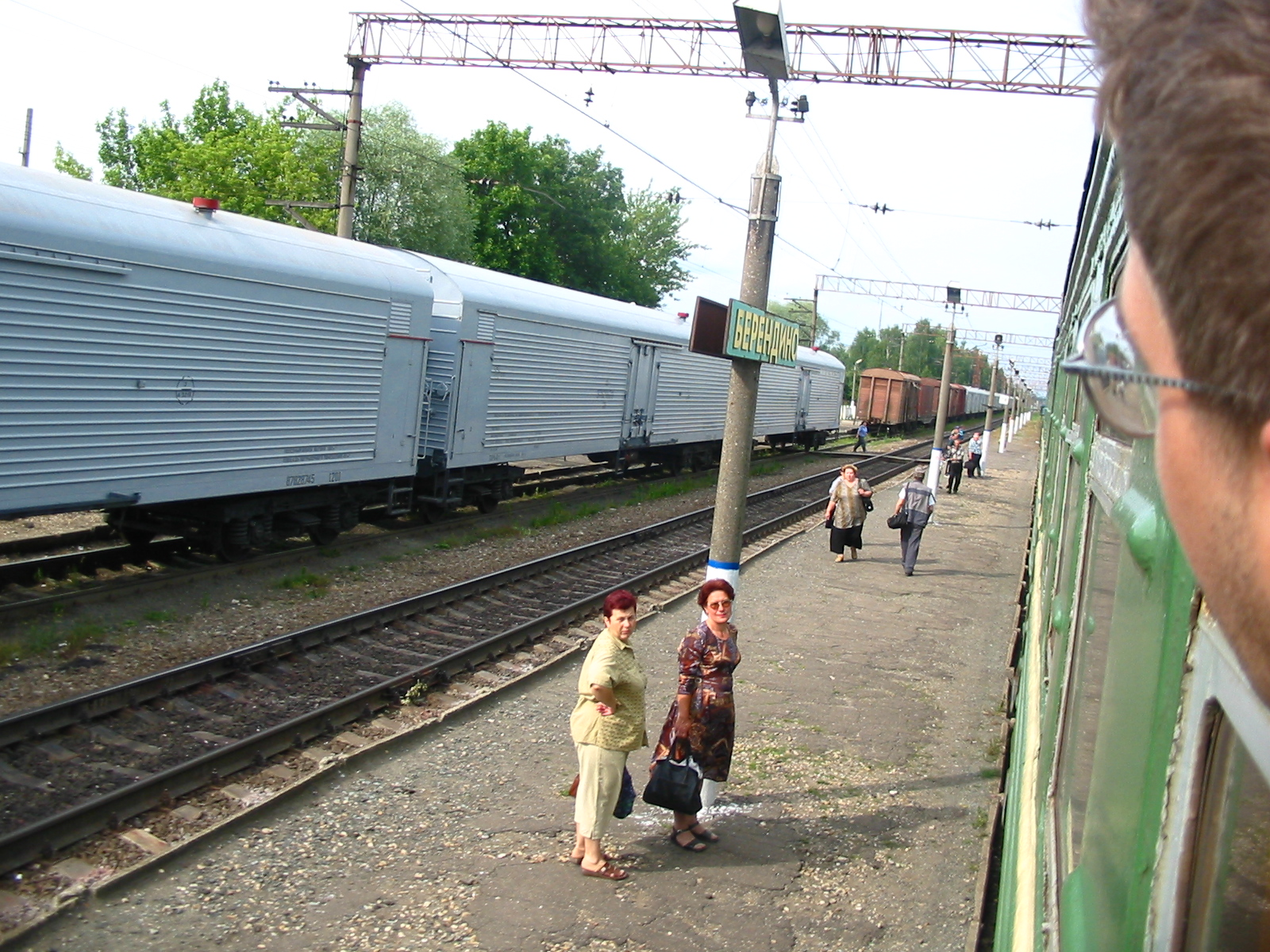
Платформа (2004)

По станции проходит 4-5 пар пригородных поездов сообщением Куровская — Воскресенск, Куровская — Михнево и Куровская — Детково, конечной не является. Поезда дальнего следования на станции не останавливаются.

## История
До 2010 года станция входила в Московско-Рязанское отделение МЖД. После упразднения отделений оказалась на территории Московско-Курского региона, вошла в образованный Московско-Курский центр организации работы железнодорожных станций ДЦС-1. В начале 2012 года был образован Московско-Горьковский центр ДЦС-8 и станция была передана в него. В 2013 году границы регионов были немного изменены, участок Большого кольца от Берендино до Воскресенска был передан в Московско-Рязанский регион. С 1 января 2014 года границы Рязанского ДЦС-2 и Московско-Горьковского ДЦС-8 приведены в соответствие границам регионов: станция передана из ДЦС-8 в Рязанский ДЦС-2.